# MBB/Kawasaki BK 117
MBB/Kawasaki BK 117 är en tvåmotorig transporthelikopter. Den utvecklades och tillverkades av Messerschmitt-Bölkow-Blohm (MBB) i Tyskland och Kawasaki i Japan mellan 1979 och 2004 innan den ersattes av Eurocopter EC145. MBB köptes senare av Daimler-Benz och blev så småningom en del av Eurocopter, som i sin tur blev Airbus Helicopters år 2014. 
Utöver persontransport används den i ett brett spektrum av sammanhang, såsom godstransport, polis- och militärverksamhet samt ambulans och search and rescue.

## Utveckling
BK 117 har sitt ursprung i Bo 105, en tidigare modell konstruerad och tillverkad av MBB.
MBB var ansvarig för att utveckla rotorerna (dessa var baserade på det styva rotorsystemet som tidigare användes på MBB:s Bo 105), stjärtbom, flygreglage och hydrauliska system, medan Kawasaki åtog sig att utveckla bland annat landningsställ, skrov, och elsystem. Enligt deras samarbetsavtal upprättade varje företag sin egen slutmonteringslinje för att möta krav inom sina respektive lokala marknader.
Den 13 juni 1979 genomförde MBBs flygprototyp sin första flygning i Ottobrunn i Tyskland och några månader senare följdes den av Kawasaki-prototypen i Gifu i Japan den 10 augusti 1979.

## Galleri

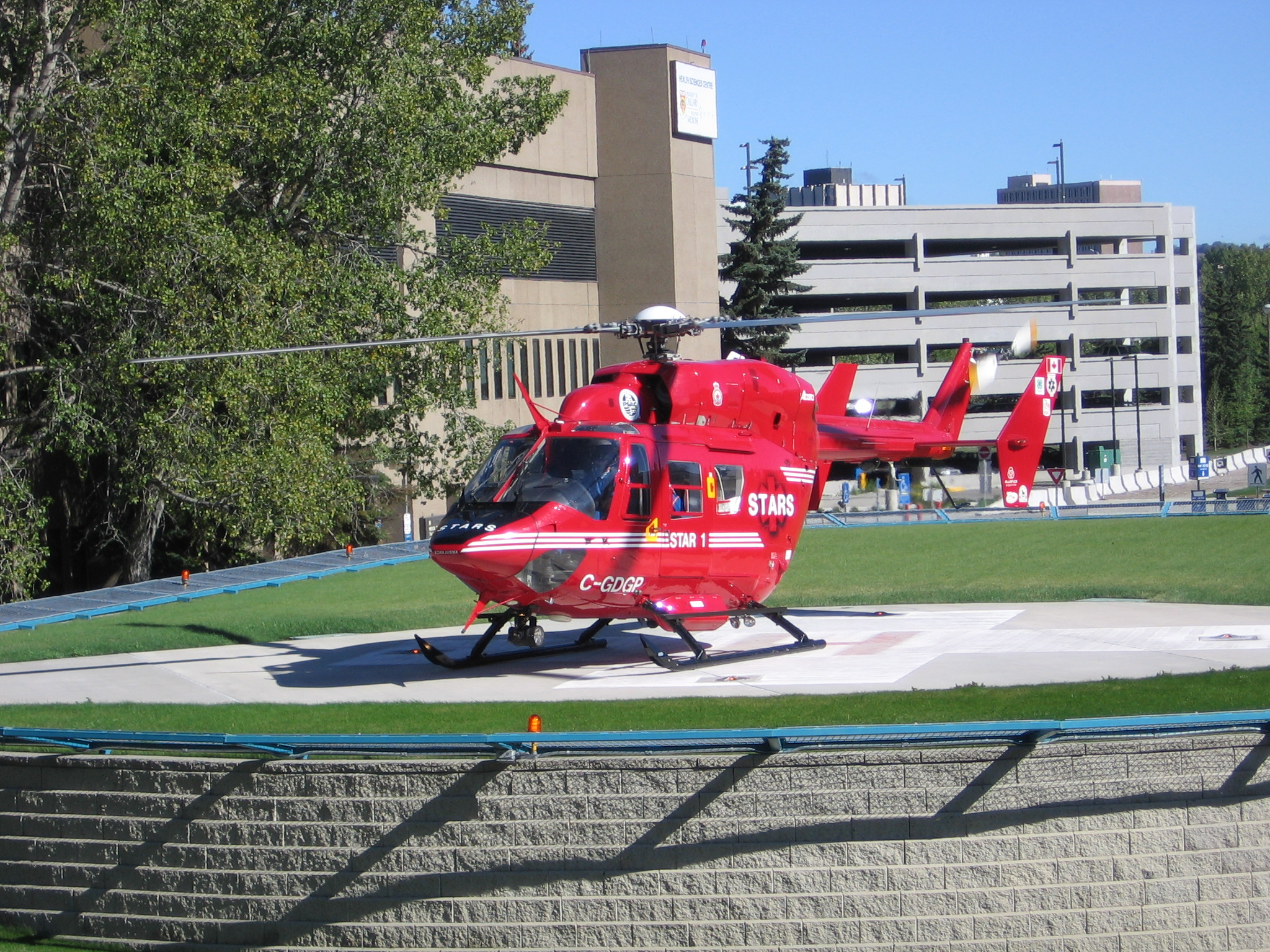
BK 117 som ambulanshelikopter i Calgary, Kanada
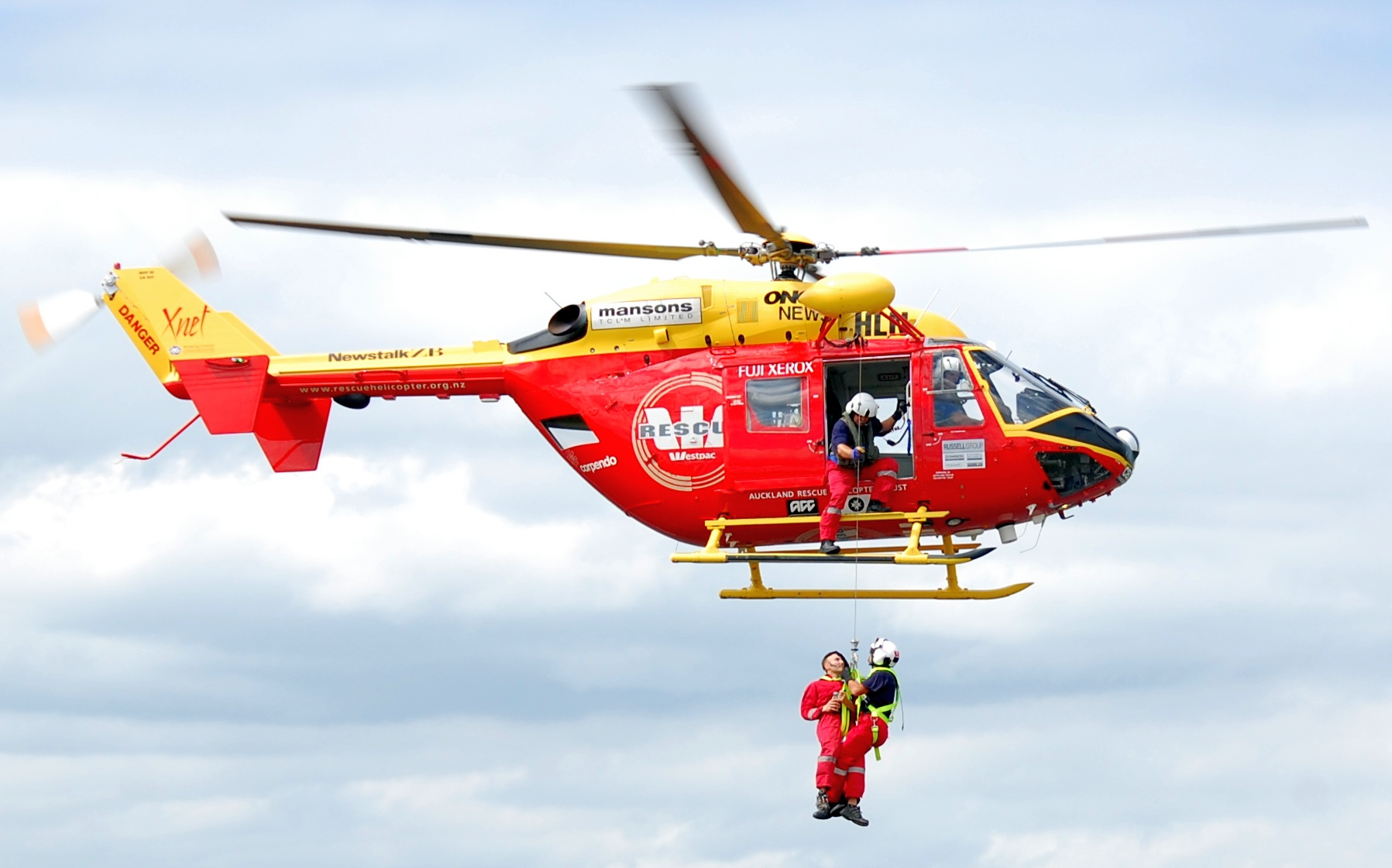
BK 117-räddningshelikopter i Auckland, Australien
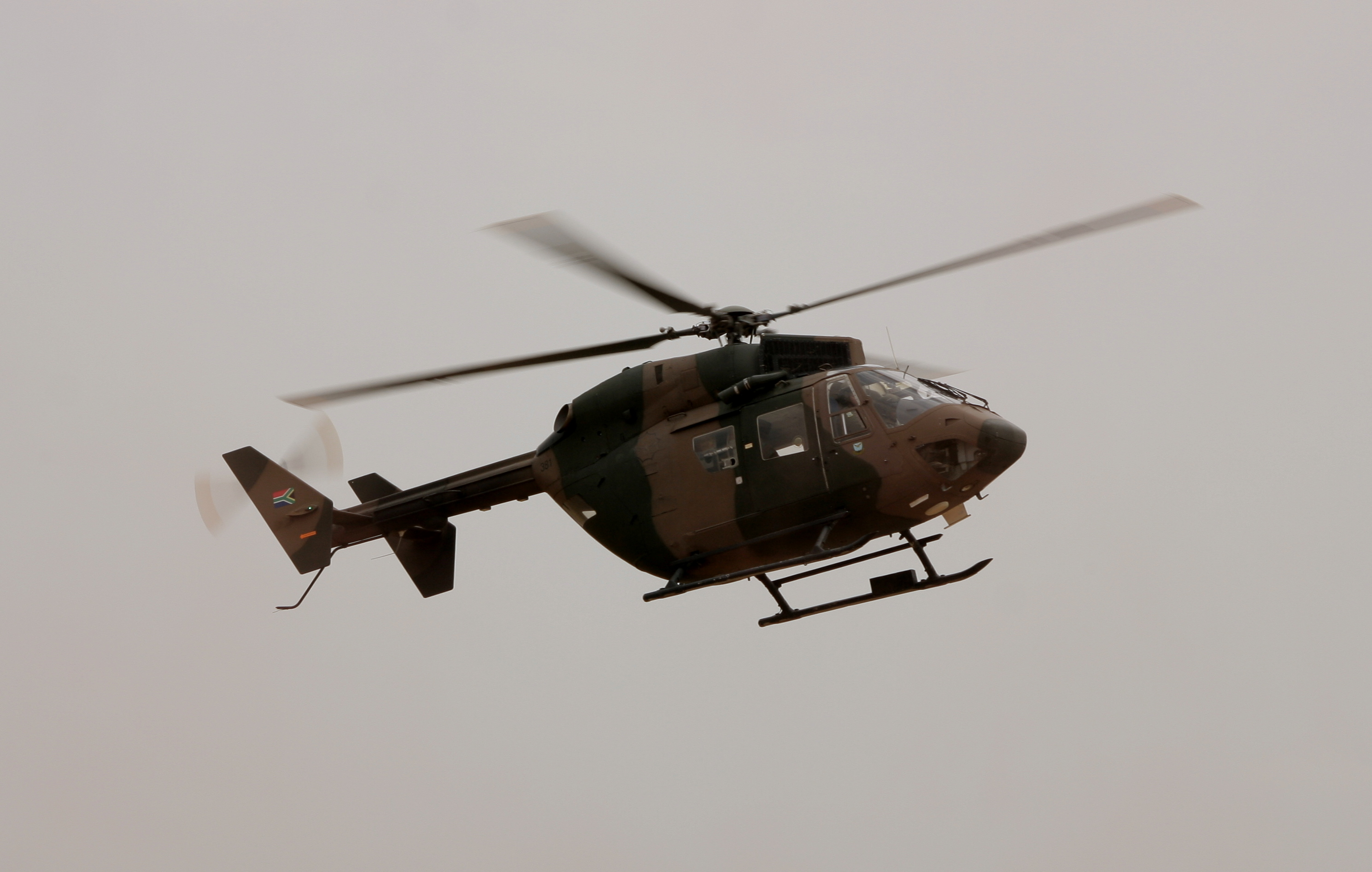
BK 117 från Sydafrikas flygvapen
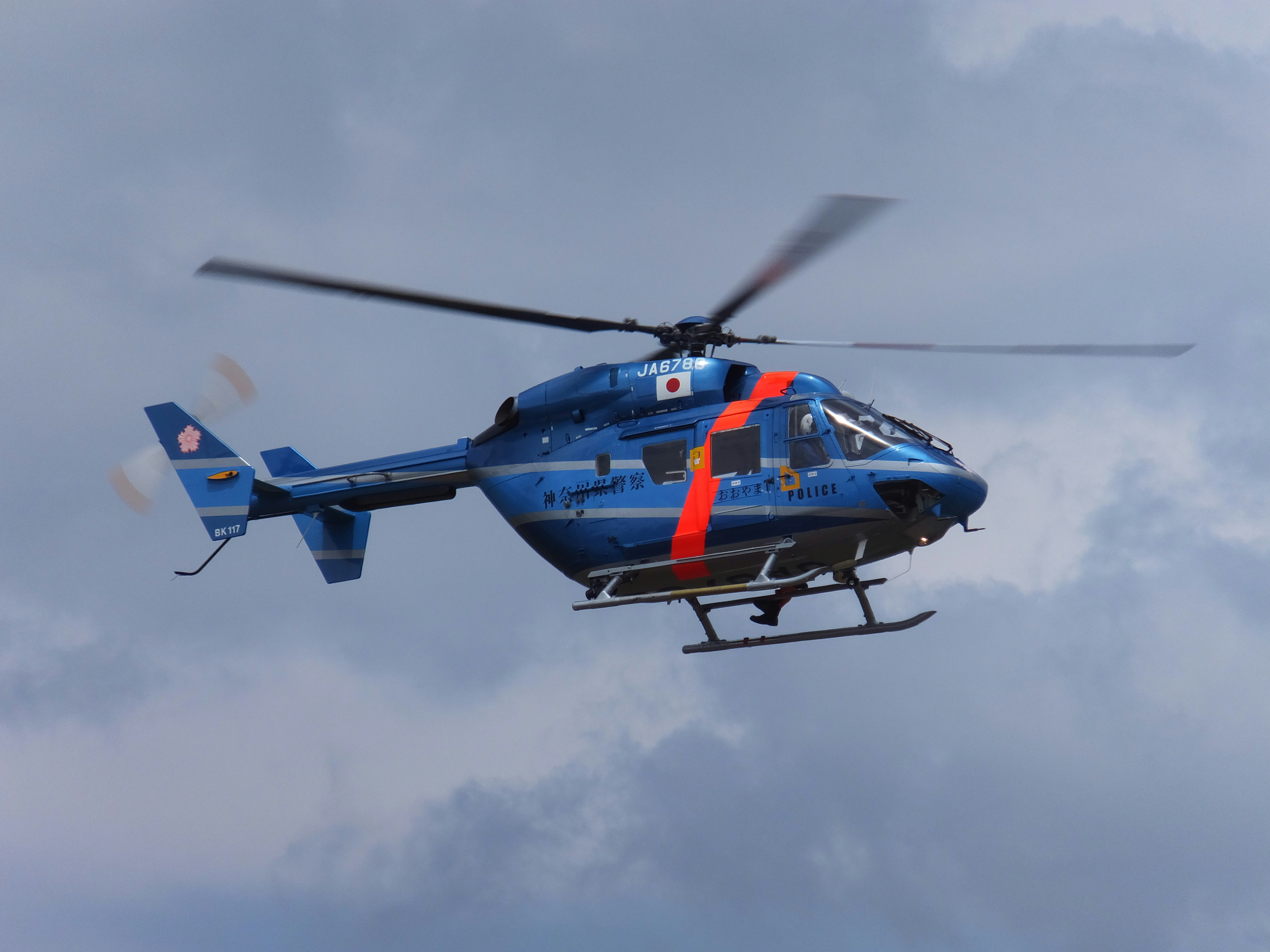
Polishelikopter från Kanagawaområdet i Japan